# Sabino Bilbao
Sabino Bilbao Líbano, conocido en el mundo del fútbol como Sabino (Lejona, 11 de diciembre de 1897 - Guecho, 20 de enero de 1983) fue un futbolista internacional español. Jugó de centrocampista y su primer y único equipo fue el Athletic Club.

## Biografía
Sabino nació en la localidad vizcaína de Lejona en 1897. Se formó en las categorías inferiores del Athletic hasta que dio el salto al primer equipo en 1916. Jugó durante 9 temporadas en el centro del campo del equipo rojiblanco, con el que alcanzó tres finales de Copa del Rey y ganó 2 campeonatos, en 1921 y 1923.

### Selección española
Sabino es recordado principalmente por haber sido uno de los integrantes del primer combinado español de la historia, el que disputó los Juegos Olímpicos de Amberes 1920 y logró la medalla de plata.
Con la selección española disputó 2 partidos de aquel campeonato, debutando el 1 de septiembre de 1920 en el partido contra Suecia (tercero del torneo) y jugando también el siguiente partido contra Italia. Es recordado básicamente por una famosa anécdota en el partido contra los suecos, cuando su compañero de equipo (tanto en la selección como en el Athletic), José María Belauste le lanzó el famoso grito de ¡Sabino! ¡A mí el pelotón, que los arrollo!, pidiendo el balón en la jugada que supondría el empate contra los suecos. Esa frase se hizo muy conocida y aún hoy en día es recordada como el origen del mito de La Furia Española. Después de la Olimpiada no volvió a ser convocado nunca más para un partido internacional.

## Clubes
| Club          | País   | Año       |
| ------------- | ------ | --------- |
| Athletic Club | España | 1916-1925 |

## Palmarés

### Campeonatos regionales
| Título                       | Club          | País   | Año  |
| ---------------------------- | ------------- | ------ | ---- |
| Campeonato del Norte         | Athletic Club | España | 1920 |
| Campeonato del Norte         | Athletic Club | España | 1921 |
| Campeonato Regional Vizcaíno | Athletic Club | España | 1923 |
| Campeonato Regional Vizcaíno | Athletic Club | España | 1924 |

### Campeonatos nacionales
| Título       | Club          | País   | Año  |
| ------------ | ------------- | ------ | ---- |
| Copa del Rey | Athletic Club | España | 1921 |
| Copa del Rey | Athletic Club | España | 1923 |

## Participaciones en Juegos Olímpicos
| Olimpiada                        | Selección | Resultado |
| -------------------------------- | --------- | --------- |
| Juegos Olímpicos de Amberes 1920 | España    |           |